# 泊武治

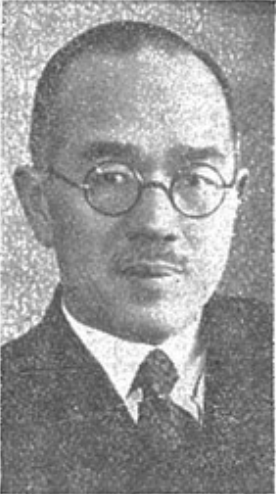
泊武治

泊 武治（とまり たけじ、1889年（明治22年）3月25日 - 1953年（昭和28年）2月20日）は、日本の内務・警察官僚。官選高知県知事。陸軍司政長官。

## 経歴
石川県出身。泊宗平の五男として生まれる。第四高等学校を卒業。1914年11月、文官高等試験行政科試験に合格。1915年、東京帝国大学法科大学法律学科（独法）を卒業。 三井鉱山を経て、1916年、内務省に入省し北海道庁属となる。
以後、北海道庁警視、警視庁警視、同理事官、島根県書記官・警察部長、徳島県書記官・警察部長、長野県書記官・警察部長、和歌山県書記官・内務部長、京都府書記官・警察部長、同内務部長、大阪府内務部長、北海道庁土木部長などを歴任。
1935年1月15日、高知県知事に就任。県庁内に経済部を新設し、配電統一方針を確立させるなど産業振興に尽力。1936年10月16日、台湾総督府交通局総長へ転任。1940年12月3日、依願免本官となり退官した。
1942年2月、陸軍省嘱託となり、同月6日、香港占領地総督部総務長官に就任。同年6月6日、陸軍司政長官に発令された。1944年8月1日、香港占領地総督部総務長官を退任。同年9月9日、陸軍司政長官を依願免本官となった。
戦後に公職追放となる。

## 家族
妻のフサは光行次郎の長女。